# Jack Bender
Jack Bender (født 25. september 1949) er en amerikansk film- og tv-instruktør og skuespiller, der har arbejdet som producer på tv-serien Lost. Bender har vundet en Primetime Emmy Award og en PGA Award, begge for arbejdet på Lost, og desuden været nomineret til syv andre priser.